# Лёвшин, Владимир Артурович
Влади́мир Арту́рович Лёвшин (первоначальная фамилия Манасевич; 20 декабря 1904 года, Баку — 11 августа 1984, Москва) — советский детский писатель, математик по профессии. Член Союза писателей СССР.

## Биография
Владимир Лёвшин был сыном крупного финансиста, миллионера Артура Борисовича Манасевича. Окончил химико-технологический институт им. Д. И. Менделеева, после чего более 40 лет преподавал в вузах Москвы высшую математику, сопротивление материалов, теорию упругости, некоторое время возглавлял кафедру математики МВТУ. Ещё во время Великой Отечественной войны Лёвшин стал сочинять пьесы и сказки для детей, среди которых известность приобрела стала сказка про Кота-хвастуна, прозвучавшая по радио. Спустя некоторое время драматург и сценарист Михаил Львовский предложил Лёвшину поработать в жанре научно-популярной литературы для детей. Лёвшин последовал этому совету, и в 1964 году увидела свет первая из его детских книг о математике — «Три дня в Карликании». Книга имела большой успех, неоднократно переиздавалась, на её основе были поставлены радиоспектакли, впоследствии вышедшие на грампластинках. За первой книгой последовали другие, посвящённые алгебре, геометрии, музыке — «Чёрная маска из Аль-Джебры» (1967), «Фрегат капитана Единицы» (1968), «Магистр Рассеянных Наук» (1970), «Великий треугольник, или Странствия, приключения и беседы двух филоматиков» (1974), «В лабиринте чисел» (1977), «Нулик-мореход» (1978). Многие из этих книг были написаны Лёвшиным в соавторстве с женой Эмилией Борисовной (Боруховной) Александровой (урождённой Гезенцвей; 1918—1994) — детской писательницей и переводчицей. Вместе с ней в 1960-е — 1980-е годы он жил в ЖСК «Советский писатель» (д. № 25 по Красноармейской улице).

## Критика
В 1971 году в журнале «Театр» (№ 11) были опубликованы мемуары Лёвшина «Садовая, 302-бис». Это была одна из первых публикаций, посвящённых роману «Мастер и Маргарита». В 1988 году мемуары Лёвшина вышли отдельным изданием в издательстве «Советский писатель». Публикация 1971 года вызвала массу нареканий со стороны булгаковедческого сообщества. Лёвшину были предъявлены претензии по поводу искажения им фактов в мемуарах. Так, Лёвшин утверждал, что Михаил Булгаков поселился в его отцовской квартире № 34 в доме № 10 на Большой Садовой улице зимой 1922/1923 года (в действительности это произошло только в августе 1924 года); что он, несмотря на большую разницу в возрасте (13 лет), был близким другом Булгакова и тот делился с ним своими творческими замыслами, и т. п. Первая жена Булгакова — Татьяна Кисельгоф (урожд. Лаппа; 1892—1982) в беседах с булгаковедом Леонидом Паршиным называла мемуары Лёвшина «сплошной брехнёй», а его самого — Володькой Манасевичем.

## Книги
- Пашка. Пьеса, 1942
- У десятой скамейки. Сцена в 1 д., 1942
- Мадемуазель Ирэн. Пьеса в 1 д., 1944
- Выручил. Пьеса в 1 д., 1945
- Приключения Кота-хвастуна. Сказка, 1961
- Три дня в Карликании, 1962 (переиздана в 2019)
- Чёрная маска из Аль-Джебры (в соавторстве с Эм. Александровой), 1965
- Фрегат капитана Единицы, 1968 (переиздано под названием Нулик-мореход)
- Магистр Рассеянных Наук, 1970
- Новые рассказы Рассеянного Магистра, 1971
- Искатели необычайных автографов, или Странствия, приключения и беседы двух филоматиков (в соавторстве с Эм. Александровой), 1973.
- Великий треугольник, или Странствия, приключения и беседы двух филоматиков (в соавторстве с Эм. Александровой), 1974.
- В лабиринте чисел: Путешествие от А до Я со всеми остановками, 1977.
- Ноктюрн Пифагора, 1977 (Рассказы о музыке для школьников)
- Нулик-мореход, 1978
- Стол находок утерянных чисел: Математический детектив (в соавторстве с Эм. Александровой), 1983.

## Архив
- Ф. № 191 Центрального московского архива-музея личных собраний.